# جولیان فیلیپس
 جولیان فیلیپس (انگلیسی: Julianne Phillips؛ زادهٔ ۶ مهٔ ۱۹۶۰) یک هنرپیشه اهل ایالات متحده آمریکا است.
او در فیلم کالین فیتز زندگی می‌کند! بازی کرده است.